# Xishui (sockenhuvudort i Kina, Hainan Sheng, lat 19,21, long 109,56)
Xishui är en sockenhuvudort i Kina. Den ligger i provinsen Hainan, i den södra delen av landet, omkring 120 kilometer sydväst om provinshuvudstaden Haikou. Antalet invånare är 5 368. Befolkningen består av 2 378 kvinnor och 2 990 män. Barn under 15 år utgör 25,0 %, vuxna 15-64 år 68 %, och äldre över 65 år 6,0 %.
Runt Xishui är det ganska tätbefolkat, med 72 invånare per kvadratkilometer. Xishui är det största samhället i trakten. I omgivningarna runt Xishui växer i huvudsak städsegrön lövskog.
Genomsnittlig årsnederbörd är 2 654 millimeter. Den regnigaste månaden är juli, med i genomsnitt 428 mm nederbörd, och den torraste är januari, med 21 mm nederbörd.